# Edward Czesław Szymczewski
Edward Czesław Szymczewski (ur. 5 października 1905 w Płocku, zm. 18 marca 1941 w Mauthausen-Gusen) – nauczyciel, harcmistrz, malarz współczesny. Najstarszy syn Ludomira i Janiny z Wojtkiewiczów. Spokrewniony z Bronisławem Krzyżanowskim jr. pseudonim Bałtruk.
Uczeń Czesława Idźkiewicza, którego poznał w trakcie nauki w Męskim Seminarium Nauczycielskim w Płocku. Od 1921 do 1926 słuchacz Męskiego Seminarium Nauczycielskiego w Płocku. Nauczyciel, harcmistrz i kierownik w Szkole Podstawowej w Wyszogrodzie. Malarz pejzażysta utrwalający na swoich obrazach Płock, Wyszogród, Wilno i jego okolice.

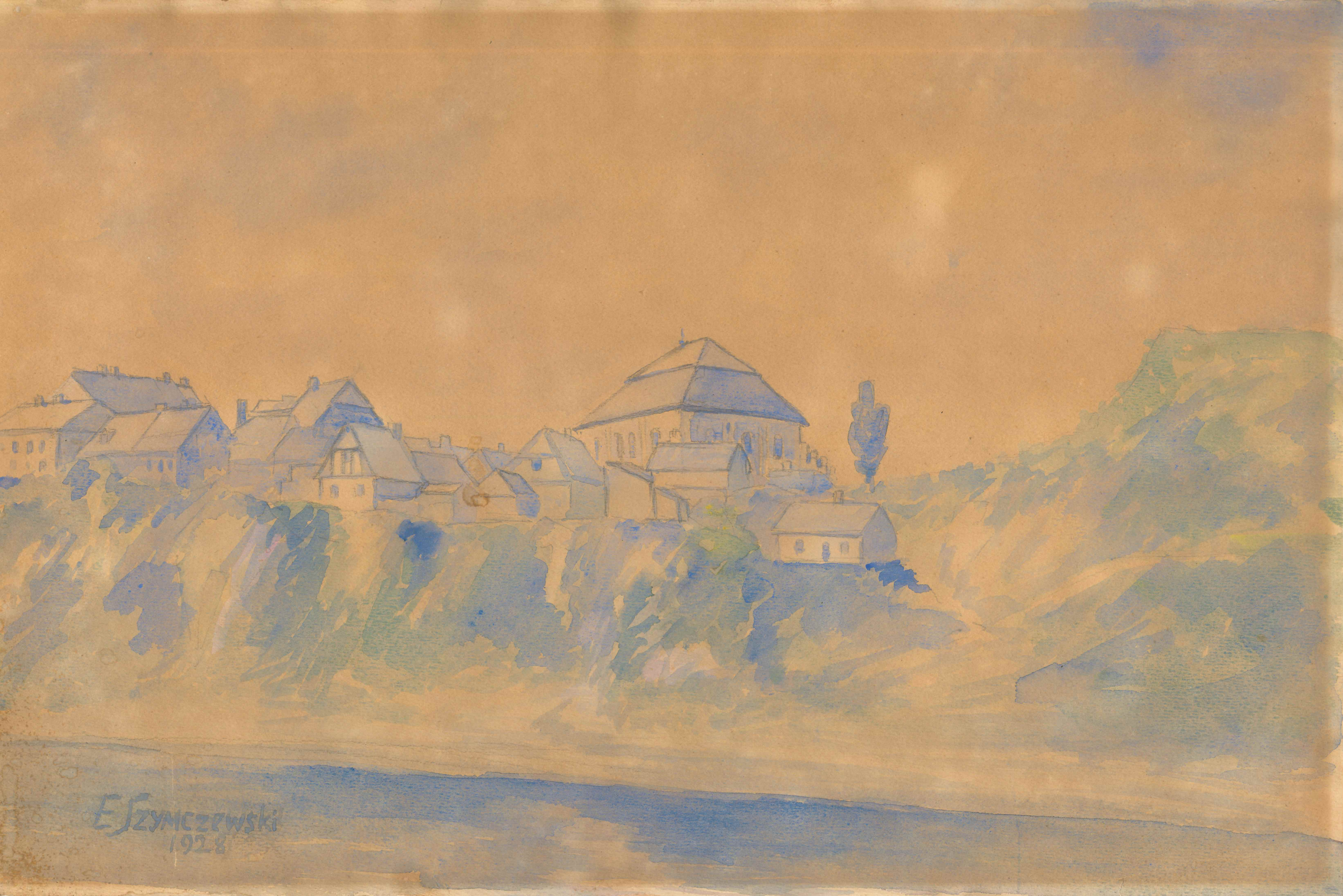
WYSZOGRÓD 1928
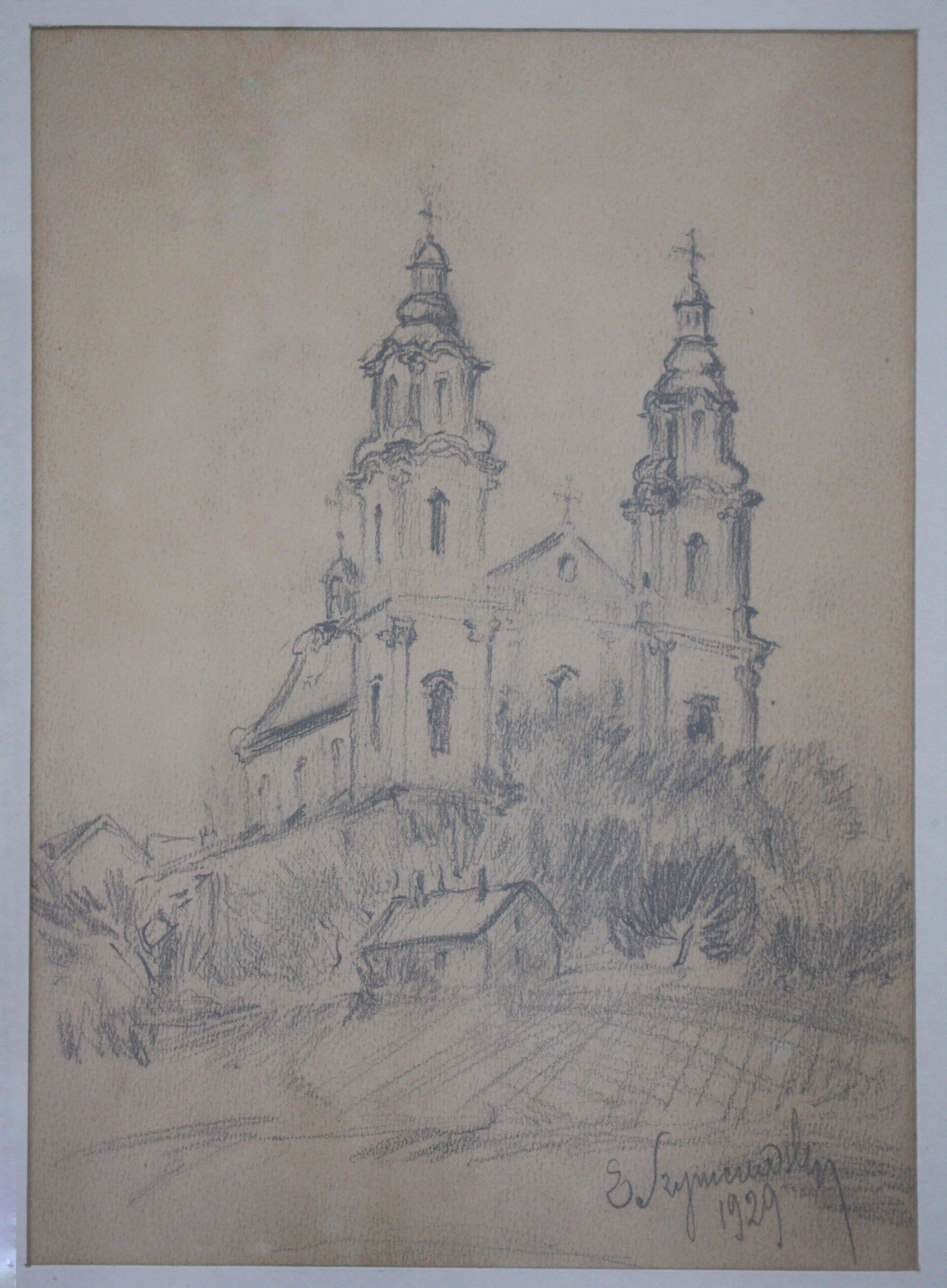
Kościół p.w. św. Rafała, WILNO 1929

Aresztowany przez gestapo w 1940 roku. Więzień obozów w Dachau i Mauthausen. Zamordowany 18 marca 1941 roku w Mauthausen-Gusen. 8 marca 1941 roku był dniem w którym widziano go po raz ostatni przed przeniesieniem do szpitala obozowego.